# Hardtop

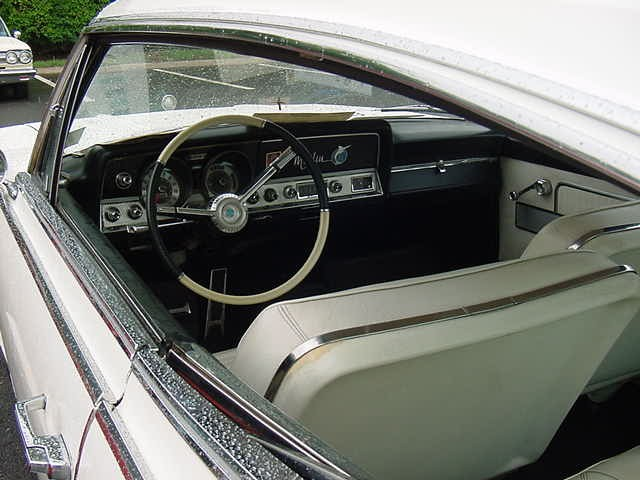
En general, els "hardtops" no tenen barres verticals centrals.

El hardtop (en anglès, literalment: "sostre rígid") era originalment un tipus de carrosseria d'automòbil en la qual el sostre es podia llevar. A diferència d'altres descapotables, aquests models tenen un sostre completament rígid, i no es pot emmagatzemar al maleter.
D'aquests hardtop convertibles n'hi ha dues varietats: els Detachable Hardtop (descapotables), i els Retractable Hardtop Roofs (retràctils).
Sorgeixen a més els cupès i sedans sense barres verticals (pillarless hardtop), automòbils que s'assemblen a un descapotable perquè no tenen pilars "b", o laterals centrals, per la qual cosa el sostre descansa en els del parabrisa i en part de la carrosseria posterior. Això es nota fàcilment en obrir les portes amb les finestretes a baix, que no tenen un "marc" que envolta el vidre quan és a dalt, sinó que els vidres tanquen directament al sostre.

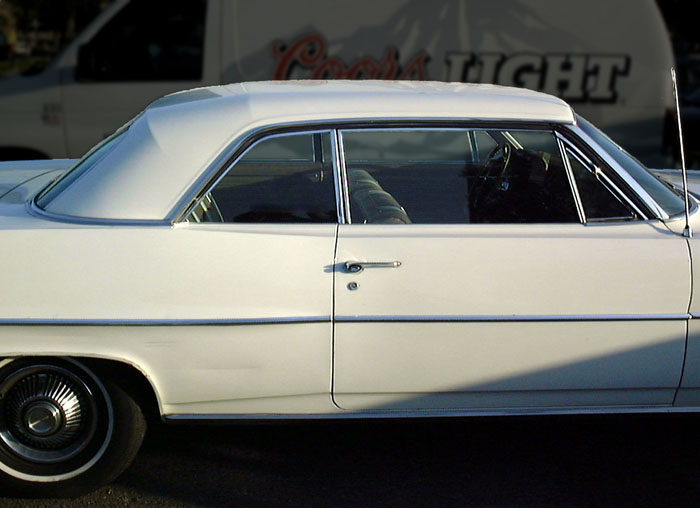
Pontiac Catalina 1963, un hardtop clàssic que mostra detalls al tendal que fan que s'assembli a un descapotable.

A mitjans dels anys 70, ateses les noves regulacions de seguretat per a automòbils als Estats Units, es va fer molt difícil de fer automòbils tipus hardtop, de manera que van deixar de construir-se en aquest país, quedant només alguns models de BMW, Mercedes-Benz, Toyota i Nissan com a representants d'aquest tipus de vehicles.